# 横浜市立相武山小学校
横浜市立相武山小学校(よこはましりつ そうぶやましょうがっこう)は横浜市港南区上永谷にある男女共学の公立学校。

## 名前の由来
小学校の校庭もしくは正門から南高まで続く商店街に相模国と武蔵国の国境線があったため、この名前となった。
また、上永谷の地域は他の地域よりも風が強く吹くことから、「さむやま」(寒山)が訛って「さぶやま」、「そうぶやま」となったという説もある。
更に、相模国と武蔵国の国境線にある山のため、相模と武蔵の頭を取って「相武」さらに山にあるため「相武山」という説もある。

## 校歌・校章
校歌は作詞は山岸茂が、作曲は高木東六が手掛けた。

## 歴史
- 1976年（昭和51年）
  - 4月1日 - 学校創立。
  - 5月4日 - 開校記念日として制定。
  - 10月 - この月から翌月にかけて、学園緑化。
- 1977年（昭和52年）
  - 2月15日 - 校歌・校章制定。
  - 4月28日 - PTA設立。
  - 7月18日 - プール完成。
- 1980年（昭和55年）
  - 2月1日 - 図書館完成。
  - 6月21日 - 開校5周年記念式典挙行。
- 1982年（昭和57年）1月29日 - 防球ネット完成。
- 1983年（昭和58年）12月20日 - 機械警備開始。
- 1984年（昭和59年）6月20日 - 親と子の体力づくり開始。
- 1985年（昭和60年）10月17日 - 開校10周年記念式典挙行し、祝賀会開催。
- 1990年（平成2年）11月2日 - 15周年創立記念式挙行。
- 1991年（平成3年）10月21日 - アルミ缶回収開始。
- 1994年（平成6年）9月10日 - 創立20周年記念バザー開催。
- 1997年（平成9年）
  - 3月 - 東階段・中央階段手すりの設置。
  - 8月 - ノート型パソコン10台設置。
- 1998年（平成10年）
  - 8月 - 児童トイレを改善し、車椅子の乗り入れ可となる。
  - 12月 - 防災備蓄庫設置。
- 1999年（平成11年）6月7日 - はまっ子ふれあいスクール開所。
- 2000年（平成12年）6月20日 - 創立25周年記念航空写真撮影。
- 2001年（平成13年）3月 - 防災備蓄庫を校庭に設置。
- 2002年（平成14年）8月 - 校庭とトイレの改修工事実施。
- 2004年（平成16年）2月 - 体育館耐震工事。
- 2005年（平成17年）
  - 5月24日 - 創立30周年記念航空写真撮影。
  - 11月26日 - 創立30周年を祝う会（学習発表会）開催。
- 2006年（平成18年）
  - 7月 - 校舎耐震工事。
  - 10月 - ネットデイ工事。
  - 11月 - エレベーター設置工事。
- 2007年（平成19年）
  - 7月 - この月から8月にかけて、校舎北側外壁塗装工事。
  - 8月 - 防災行政用デジタル移動無線整備工事（第3期）。
  - 12月 - 各教室に鍵設置。
- 2008年（平成20年）
  - 1月 - 各教室にインターフォン設置。
  - 2月 - この月から3月にかけて、プール機械室の循環濾過設備を整備する工事実施。
- 2009年（平成21年）10月 - あゆみ電算化。
- 2010年（平成22年）
  - 1月26日 - プラズマテレビ設置(普通教室､特別教室)
  - 2月 - 太陽光パネル設置。
  - 2月25日 - 新しいパソコン20台、教員1台配当。
  - 3月12日 - 電子黒板設置（理科室）。
  - 7月 - ボランティアネットワークの立ち上げ。また、同月から9月にかけて、トイレ改修工事と自動照明設置工事実施。
  - 10月 - 校庭側フェンス・土砂流出防止工事。
- 2011年（平成23年）
  - 1月 - 給食室屋根防水工事。
  - 2月 - 地上デジタル放送受信工事（校長室・職員室）。
  - 3月 - 実物投影機を各クラスに配当。また、同月から、石巻市立須江小学校との交流が始まる。
  - 7月 - 創立40周年記念事業（校内ペンキ塗り）実施。
- 2015年（平成27年）
  - 3月 - 「横浜3R夢（スリム）」美化推進活動功労者表彰。
  - 5月 - 創立40周年記念航空写真撮影。

## PTA
相武山小学校にはPTAがある。PTAは開校当時からあったわけではなく、昭和52年にPTAが設立された。また、PTAの下部組織として、さぶやま親じ会(さぶやまおやじかい)が2006年に発足した。さぶやま親じ会は当初、『子供と親が共通の想い出を創る、お父さんも気軽に学校に来れるようになる』という目的で活動を始めたが、徐々に地域の活動にも参加し始めている。

## 学校周辺
- 学校法人北見学園
  - 室の木幼稚園・プリスクール室の木
  - 認定こども園ムロノキッズ
- 横浜市立南高等学校・附属中学校
- カトリック港南教会
- 横浜市営地下鉄ブルーライン - 線路は付近を通るが、上永谷駅はやや離れている。

## アクセス
- 神奈川中央交通「71」・「上202」の各系統で、「月見ヶ丘団地前」停留所下車後、徒歩。

## 不祥事
相武山小学校では過去に1度不祥事が起きている。相武山小学校の小教諭、大谷崇文容疑者(31)による、2019年4月20日に起きた女子高生売春容疑だ。大谷容疑者はその後2019年8月20日に神奈川県鎌倉署が児童買春・児童ポルノ禁止法違反で逮捕された。